# Ruelle Starosadski
La ruelle Starosadski (russe : Староса́дский переу́лок, ruelle des Vieux-Jardins) est une voie du centre de Moscou.

## Situation et accès
Située dans le quartier de la colline Saint-Jean et longue de 340 mètres, elle s'étire de la rue Marosseïka à la rue Zabelina.
La rue Starosadski débute à l'endroit où la rue Marosseïka prend le nom de rue Pokrovka, en face de la ruelle Armianski, et descend vers le sud en direction du couvent de Saint-Jean-le-Précurseur. Côté droit (pair) débouche la ruelle Petroverigski.

## Origine du nom
La ruelle tire son nom (« ruelle des vieux jardins ») des jardins du palais des grands-princes qui s'y trouvaient au XVe siècle. 

## Historique
Elle porte son nom actuel depuis 1922; auparavant elle était connue comme « ruelle Kosmodemianski », en référence à l'église Saints-Côme-et-Damien située à son extrémité.

## Bâtiments remarquables et lieux de mémoire
Côté impair :
- no 5 - École des Beaux-Arts.
- no 7/10 - Église Saints-Pierre-et-Paul de Moscou, érigée en 1903-1905.
- no 9 - Bibliothèque historique nationale.

Côté pair :
- À l'angle de la rue Marosseïka - église des Saints-Côme-et-Damien-sur-la-Marosseïka, 1793.
- no 8 - Hôtel particulier du XVIIe, modifié aux XIXe et XXe siècles.